# Ròchafòrt
Ròchafòrt (en francès Rochefort-Montagne) és un municipi francès situat al departament del Puèi Domat i a la regió d'Alvèrnia-Roine-Alps. L'any 2007 tenia 899 habitants.

## Demografia

### Població
El 2007 la població de fet de Rochefort-Montagne era de 899 persones. Hi havia 332 famílies de les quals 124 eren unipersonals (60 homes vivint sols i 64 dones vivint soles), 108 parelles sense fills, 84 parelles amb fills i 16 famílies monoparentals amb fills.
La població ha evolucionat segons el següent gràfic:
Habitants censats

### Habitatges
El 2007 hi havia 529 habitatges, 344 eren l'habitatge principal de la família, 70 eren segones residències i 115 estaven desocupats. 377 eren cases i 148 eren apartaments. Dels 344 habitatges principals, 221 estaven ocupats pels seus propietaris, 102 estaven llogats i ocupats pels llogaters i 21 estaven cedits a títol gratuït; 1 tenia una cambra, 31 en tenien dues, 51 en tenien tres, 84 en tenien quatre i 177 en tenien cinc o més. 229 habitatges disposaven pel capbaix d'una plaça de pàrquing. A 169 habitatges hi havia un automòbil i a 118 n'hi havia dos o més.

### Piràmide de població
La piràmide de població per edats i sexe el 2009 era:
| Homes | Edats   | Dones |
| ----- | ------- | ----- |
| 0     | 95 o +  | 8     |
| 4     | 90 a 94 | 8     |
| 4     | 85 a 89 | 24    |
| 0     | 80 a 84 | 20    |
| 40    | 75 a 79 | 20    |
| 24    | 70 a 74 | 32    |
| 32    | 65 a 69 | 16    |
| 20    | 60 a 64 | 20    |
| 28    | 55 a 59 | 12    |
| 16    | 50 a 54 | 44    |
| 68    | 45 a 49 | 48    |
| 24    | 40 a 44 | 16    |
| 24    | 35 a 39 | 32    |
| 28    | 30 a 34 | 28    |
| 32    | 25 a 29 | 16    |
| 16    | 20 a 24 | 28    |
| 8     | 15 a 19 | 32    |
| 12    | 10 a 14 | 32    |
| 20    | 5 a 9   | 20    |
| 28    | 0 a 4   | 12    |

## Economia
El 2007 la població en edat de treballar era de 550 persones, 399 eren actives i 151 eren inactives. De les 399 persones actives 361 estaven ocupades (196 homes i 165 dones) i 38 estaven aturades (19 homes i 19 dones). De les 151 persones inactives 46 estaven jubilades, 58 estaven estudiant i 47 estaven classificades com a «altres inactius».

### Ingressos
El 2009 a Rochefort-Montagne hi havia 342 unitats fiscals que integraven 732,5 persones, la mediana anual d'ingressos fiscals per persona era de 14.727 €.

### Activitats econòmiques
Dels 64 establiments que hi havia el 2007, 2 eren d'empreses alimentàries, 7 d'empreses de construcció, 13 d'empreses de comerç i reparació d'automòbils, 5 d'empreses de transport, 5 d'empreses d'hostatgeria i restauració, 3 d'empreses financeres, 3 d'empreses immobiliàries, 7 d'empreses de serveis, 16 d'entitats de l'administració pública i 3 d'empreses classificades com a «altres activitats de serveis».
Dels 18 establiments de servei als particulars que hi havia el 2009, 1 era una oficina d'administració d'Hisenda pública, 1 gendarmeria, 1 oficina de correu, 2 oficines bancàries, 1 paleta, 3 guixaires pintors, 2 fusteries, 2 perruqueries, 4 veterinaris i 1 restaurant.
Dels 8 establiments comercials que hi havia el 2009, 1 era un supermercat, 2 botiges de menys de 120 m², 2 fleques, 1 una llibreria, 1 una botiga de roba i 1 una botiga d'electrodomèstics.
L'any 2000 a Rochefort-Montagne hi havia 40 explotacions agrícoles que ocupaven un total de 1.296 hectàrees.

## Equipaments sanitaris i escolars
L'únic equipament sanitari que hi havia el 2009 era una farmàcia.
El 2009 hi havia una escola elemental. Rochefort-Montagne disposava d'un col·legi d'educació secundària amb 149 alumnes.

## Poblacions més properes
El següent diagrama mostra les poblacions més properes.